# Sun Microsystems
Sun Microsystems, Inc. — американська компанія-виробник програмного й апаратного забезпечення; штаб-квартира компанії міститься у Санта-Кларі (Santa Clara), Каліфорнія, в Кремнієвій долині.
Заснована 24 лютого 1982 року. SUN — абревіатура Stanford University Networks. Традиційно один із найбільших виробників серверів і експертних робочих станцій на базі RISC-процесорів SPARC власної розробки, а також мікропроцесорів Opteron (AMD) і мікропроцесорів Xeon (Intel); знана як розробник таких технологій, як NFS і Java, також підтримує відкрите програмне забезпечення, зокрема GNU/Linux. Серед продуктів компанії системи зберігання даних,  програмне забезпечення (операційна система Solaris і засоби розробки). Виробничі потужності компанії знаходяться у Гілсборо (Орегон) і Лінлітго (Linlithgow), Шотландія.
Компанія є одним з найбільших виробників програмних засобів. Представництва Sun Microsystems знаходяться більш ніж в 100 країнах світу. Sun Microsystems належать такі торгові марки, як Sun logo, Solaris, Java і Network is the Computer.
В січні-лютому 2008 Sun придбала виробника системи керування базами даних MySQL за $1 млрд.
З огляду на тяжкий фінансовий стан 2009 року Sun Microsystems проводила переговори про продаж компанії IBM, але вийшла з перемовин, не погодившись із запропонованою сумою. У квітні 2009 Oracle повідомила про придбання Sun в рамках угоди вартістю $7,4 млрд

## Виноски
1. ↑  Oracle buys Sun. Архів оригіналу за 24 квітня 2009. Процитовано 20 червня 2019.